# Élections législatives de 1951 dans les Landes
Les élections législatives françaises de 1951 se tiennent le 17 juin. Ce sont les deuxièmes élections législatives de la Quatrième République.

## Mode de scrutin
Représentation proportionnelle plurinominale suivant la méthode du plus fort reste dans 103 circonscriptions, conformément à la loi des apparentements : les listes qui se sont « apparentées » avant l'élection remportent tous les sièges de la circonscription si leurs voix ajoutées obtiennent la majorité absolue des suffrages exprimés. Il y a 629 sièges à pourvoir.
Le vote préférentiel est admis. 
Dans le département des Landes, quatre députés sont à élire.

## Candidats

### Liste de la Section française de l'Internationale ouvrière
| N° | Candidats | Candidats              | Parti | Principales fonctions |
| -- | --------- | ---------------------- | ----- | --- |
| 01 |           | Charles Lamarque-Cando | SFIO  | Député sortant, conseiller général, maire de Sabres, directeur d'école, ancien résistant, ancien Président du Comité départemental de Libération |
| 02 |           | Marcel David           | SFIO  | Conseiller municipal de Mont-de-Marsan, député sortant, ancien censeur de lycée                                                                  |
| 03 |           | Louis Fournier         | SFIO  | Conseiller général, maire de Saint-Sever, médecin                                                                                                |
| 04 |           | Camille Dussarthou     | SFIO  | Maire de Saint-Paul-lès-Dax, médecin |

### Liste du Parti communiste français
| N° | Candidats | Candidats       | Parti | Principales fonctions                                                                                   |
| -- | --------- | --------------- | ----- | --- |
| 01 |           | Félix Garcia    | PCF   | Député sortant, comptable, ancien résistant                                                             |
| 02 |           | Vital Gilbert   | PCF   | Ouvrier électricien retraité, conseiller général du canton de Saint-Martin-de-Seignanx, Soorts-Hossegor |
| 03 |           | Yvette Lasserre | PCF   | Institutrice                                                                                            |
| 04 |           | André Miremont  | PCF   | Résinier                                                                                                |

### Liste d'union républicaine et sociale soutenue par le Rassemblement du peuple français
| N° | Candidats | Candidats      | Parti             | Principales fonctions                                                       |
| -- | --------- | -------------- | ----------------- | --------------------------------------------------------------------------- |
| 01 |           | Robert Besson  | Radical dissident | Ingénieur, Vice-Président du Conseil général, maire de Mont-de-Marsan       |
| 02 |           | Max Moras      | RPF               | Avocat, maire de Dax                                                        |
| 03 |           | Gustave Caliot | Rad.dissident     | Voyageur de commerce, Vice-Président du Conseil général, Pontenx-les-Forges |
| 04 |           | Jean Lascabes  | DVD               | Cultivateur                                                                 |

### Liste du Mouvement républicain populaire
| N° | Candidats | Candidats           | Parti | Principales fonctions                                                                       |
| -- | --------- | ------------------- | ----- | ------------------------------------------------------------------------------------------- |
| 01 |           | Joseph Defos du Rau | MRP   | Député sortant, Gamarde-les-Bains                                                           |
| 02 |           | Henri Man           | MRP   | Président du conseil d'administration des Allocations familiales des Landes, Mont-de-Marsan |
| 03 |           | Raymond Lafenêtre   | MRP   | Maire de Geaune, entrepreneur de travaux publics                                            |
| 04 |           | Joseph Pinatel      | MRP   | Conseiller municipal de Peyrehorade                                                         |

### Liste du Rassemblement des gauches républicaines
| N° | Candidats | Candidats        | Parti | Principales fonctions                                                                                  |
| -- | --------- | ---------------- | ----- | --- |
| 01 |           | Olivier Caliot   | RGR   | Industriel, maire de Messanges, conseiller général du canton de Soustons, Président du Conseil général |
| 02 |           | Camille Labat    | RGR   | Docteur en droit, avocat, conseiller municipal de Dax                                                  |
| 03 |           | Édouard Castéra  | RGR   | Médecin, conseiller général, maire de Hagetmau                                                         |
| 04 |           | Gabriel Delpuech | RGR   | Négociant, conseiller général, maire de Saint-Vincent-de-Tyrosse                                       |

## Élus
| Député sortant         | Parti | Parti | Député élu ou réélu    | Parti | Parti   |
| ---------------------- | ----- | ----- | ---------------------- | ----- | ------- |
| Félix Garcia           |       | PCF   | Olivier Caliot         |       | Rad soc |
| Charles Lamarque-Cando |       | SFIO  | Charles Lamarque-Cando |       | SFIO    |
| Marcel David           |       | SFIO  | Marcel David           |       | SFIO    |
| Joseph Defos du Rau    |       | MRP   | Joseph Defos du Rau    |       | MRP     |

## Résultats

### Résultats à l'échelle du département
- Les listes de la SFIO, du MRP, et RGR-Rad se sont apparentées.
- Leurs voix cumulées représentant plus de 50% des exprimés, tous les sièges sont répartis à la proportionnelle entre les partis apparentés.

| Parti    | Parti                                            | Tête de liste          | Résultats | Résultats | Sièges |  |
| Parti    | Parti                                            | Tête de liste          | Voix      | %         |        |  |
| -------- | ------------------------------------------------ | ---------------------- | --------- | --------- | ------ |  |
|          | Section française de l'Internationale ouvrière * | Charles Lamarque-Cando | 39 715    | 31,46     | 2      |  |
|          | Parti communiste français                        | Félix Garcia           | 28 009    | 22,19     | 0      |  |
|          | Rassemblement du peuple français                 | Robert Besson          | 22 987    | 18,21     | 0      |  |
|          | Mouvement républicain populaire *                | Joseph Defos du Rau    | 19 122    | 15,15     | 1      |  |
|          | Rassemblement des gauches républicaines*         | Olivier Caliot         | 15 257    | 12,09     | 1      |  |
|          |                                                  |                        |           |           |        |  |
| Inscrits | Inscrits                                         | Inscrits               | 165 878   | 100,00    | 4      |  |
| Votants  | Votants                                          | Votants                | 130 083   | 78,42     |        |  |
| Exprimés | Exprimés                                         | Exprimés               | 126 234   | 97,04     |        |  |